# Navteq
Navteq (NAVTEQ, bis Februar 2004 Navigation Technologies (Navtech)) war ein US-amerikanischer Anbieter von Geodaten zum Einsatz in Navigationsgeräten. Im Juli 2011 ging Navteq im neuen Geschäftsbereich Location & Commerce von Nokia auf, der mittlerweile als HERE geführt wird. Die Europazentrale befand sich im niederländischen Veldhoven bei Eindhoven.

## Geschichte
Das Unternehmen mit Sitz in Chicago wurde 1985 gegründet. 1987 wurde das erste Produkt vorgestellt: Für 50 Cent pro Strecke konnte bei Autoverleihern, in Hotels und auch auf dem Postweg eine elektronische Straßenauskunft in der Region um San Francisco genutzt werden. Insgesamt gab es 80 solcher Auskunftsstellen. Das Projekt war ein Erfolg. In den 1990er Jahren änderte das Unternehmen sein Geschäftskonzept: Die Auskunftsstellen wurden nicht mehr eingerichtet, sondern es wurden nur noch Lizenzen für die elektronischen Karten angeboten. Daraufhin stieg Philips mehrheitlich bei dem Unternehmen mit 600 Mio. US-Dollar ein und baute die Datenbank für die Karten auf. 1991 wurde die erste europäische Niederlassung gegründet.
Der Börsengang erfolgte im Jahre 2004 an der New York Stock Exchange. Ende 2007 hatte die Aktie eine Marktkapitalisierung von 7,61 Mrd. US-Dollar. Am 1. Oktober 2007 machte Nokia ein Übernahmeangebot für 8,1 Mrd. US-Dollar.
Im November 2007 übernahm Navteq die MapSolute GmbH, die den Online-Routenplaner Map24 betrieb.
Am 17. Dezember 2007 akzeptierten die Navteq-Aktionäre ein Kaufangebot von Nokia.
Am 2. Juli 2008 genehmigte die EU den Kauf durch Nokia.
Navteq übernahm Anfang Januar 2009 die T-Systems Traffic GmbH von T-Systems. Der Anbieter von TMCpro firmiert seitdem als Navteq Services GmbH.
Zum 1. Juli 2011 ging Navteq im neuen Geschäftsbereich Location & Commerce von Nokia auf.
Im Zuge einer Umstrukturierung durch Nokia wurde im September 2011 die Schließung der Standorte Bonn und Malvern (Pennsylvania) mit der Entlassung von 300 Mitarbeitern angekündigt. Vom Standort in Bonn wird gegenwärtig nur noch der Stauwarndienst TMCpro durch die Firma Navteq Services GmbH betrieben.

## Geschäftsfeld
Straßen und andere Objekte werden geometrisch und attributiv digital erfasst und beispielsweise im GDF-Format an Hersteller von Navigationsgeräten vertrieben. 
Derzeit (Stand: 2012) beschäftigt das Unternehmen mehr als 5.600 Mitarbeiter weltweit. NAVTEQ verfügt über 213 Niederlassungen in 50 Ländern rund um den Globus. Darunter befinden sich regionale Hauptsitze in Veldhoven (Niederlande) und Gateway East (Singapur) und wichtige globale Produktionszentren in den USA, Indien und Osteuropa. Ein Großteil der Mitarbeiter arbeitet in den etwa 130 regionalen Field Offices, in denen an der Erfassung der Daten gearbeitet wird. Diese vektoriellen Daten dienen als Rohdaten zur Weiterverarbeitung und Veredelung in Kartenwerken. Verwendet werden sie mit mobilen Navigationssystemen oder für PC-Anwendungen. Größter Konkurrent ist das niederländische Unternehmen TomTom.
Navteq begann im Frühjahr 2010 damit, einige Straßen in den Vereinigten Staaten, Frankreich und in Großbritannien abzufotografieren. Im September 2011 wurde mit Stuttgart die erste Stadt von insgesamt mehr als 30 Regionen in Deutschland erfasst, das Projekt soll im Juli 2013 abgeschlossen sein. Das Unternehmen veröffentlicht, an welchen Orten weitere Aufnahmen geplant sind und bietet Einspruchsmöglichkeiten für Hauseigentümer an, die nicht möchten, dass ihr Gebäude im Internet gezeigt wird.
Wichtigste Kunden sind der GPS-Empfangsgeräte-Hersteller Garmin, der einen Vertrag bis 2015 abgeschlossen hat, und der deutsche Navigationsgeräte-Hersteller Navigon.